# Peleja
Peleja é um gênero poético popular dialogado, em que um ou dois poetas compõem verso caracterizando uma disputa verbal. Normalmente acompanhada de viola em um repente ou registrada num folheto de cordel, a forma de composição da peleja se estrutura em estrofes de dez versos, ritmados como o martelo ou como o galope à beira-mar. Atualmente, registra-se uma variação desse gênero entre os cantores de hip hop, a chamada "Batalha de rap".